# Wappen der Georgischen SSR

Staatswappen zwischen 1921 und 1991 in der Zeit als Georgische SSR

Das Wappen der Georgischen Sozialistischen Sowjetrepublik wurde 1921 in der Georgischen Sozialistischen Sowjetrepublik eingeführt und bis zum Zerfall der Sowjetunion verwendet. 1991 wurde es durch das Wappen Georgiens ersetzt, das bereits 1918–1921 verwendet wurde.
Das Wappen der Georgischen Sozialistischen Sowjetrepublik bestand im Vordergrund aus dem Berg Schchara, dem höchsten Berg des Landes, sowie Getreideähren und Weinbeeren, die auf die Fruchtbarkeit des Landes weisen. Darüber steht ein strahlender roter Stern über einem Hammer und einer Sichel. Darunter steht in kleinen Buchstaben auf Georgisch sowie Russisch das Motto Proletarier aller Länder, vereinigt euch! (პროლეტარებო ყველა ქვეყნისა, შეერთდით! / Пролетарии всех стран, соединяйтесь!)
Das Wappen wird von Ornamenten umrundet.